# Rete tranviaria di Craiova
La rete tranviaria di Craiova è la rete tranviaria che serve la città rumena di Craiova.
A partire dal 2022 gli unici tram circolanti sono 17 Pesa Twist 145N.